# Boșilcești
Boșilcești – wieś w Rumunii, w okręgu Prahova, w gminie Telega. W 2011 roku liczyła 20 mieszkańców.